# European Telecommunications Standards Institute
European Telecommunications Standards Institute (ETSI) er en uafhængig, nonprofitorganisation der standardiserer telekommunikationsindustrien (udstyrsproducenter og netværkoperatører) i Europa. ETSI har succesfuldt medvirket til standardisering af GSM mobiltelefonsystemet og det professionelle mobilradiosystem TETRA.
ETSI blev dannet af CEPT i 1988 og er officielt anerkendt af EU og EFTA sekretariatet.